# Prostějovská režná
Prostějovská režná – czeski likier ziołowy (35% alkoholu) na bazie alkoholu żytniego.
Początki wytwarzania destylatu sięgają XVII wieku, kiedy to Michael Storch, farmaceuta i winiarz rozpoczął produkcję żytniego napoju alkoholowego (wówczas na żyto w języku czeskim mówiono rež, a nie žito i stąd wywodzi się archaiczna nazwa režná). Receptura od tego czasu nie uległa zmianie – jest to czysty destylat z dodatkiem sześciu lub ośmiu ziół, m.in. anyżu (jako przyprawy głównej), kopru włoskiego i kolendry. Dojrzewa w dębowych beczkach, nabierając w tym procesie delikatności. Ze względu na skład ma wspomagać trawienie.
Palírna U Zeleného stromu w Prościejowie, w której wytwarza się likier posiada małą ekspozycję historyczną, udostępnioną dla turystów.